# Lingua malese
La lingua malese (in malese Bahasa Melayu, in jawi: بهاس ملايو) è una lingua austronesiana parlata dal popolo malese che risiede nella penisola malese, nel sud della Thailandia, nelle Filippine, a Singapore, nella parte orientale e centrale di Sumatra, nelle isole Riau e in parti della costa del Borneo.
Al 2022, è parlata da 19,2 milioni di parlanti totali.
È la lingua ufficiale della Malaysia, del Brunei e di Singapore. È molto simile alla lingua indonesiana, conosciuta localmente come Bahasa Indonesia, la lingua ufficiale dell'Indonesia. In Malaysia, la lingua è ufficialmente conosciuta come Bahasa Malaysia, che si traduce come "lingua malaysiana". Il termine, che fu introdotto dal National Language Act del 1967, fu predominante fino agli anni '90, quando la maggior parte delle accademie e dei governi ufficiali tornarono a "Bahasa Melayu", che è usato nella versione malese della Costituzione federale della Malaysia. Secondo l'articolo 152 di tale costituzione, il Bahasa Melayu è la lingua ufficiale della Malaysia.
L'Indonesia ha adottato una forma di malese come sua lingua ufficiale dalla sua indipendenza, chiamandola Bahasa Indonesia (lingua indonesiana) e, nonostante esista un ampio grado di mutua intelligibilità con il malaysiano, l'indonesiano se ne differenzia molto. A Singapore e nel Brunei viene chiamato semplicemente malese o Bahasa Melayu. Il Bahasa Melayu è specificato come lingua ufficiale del Brunei dalla sua Costituzione del 1959.
Il malese ha anche dato origine a diverse lingue creole nell'arcipelago malese, quali la lingua ambonese, la lingua malese papuana, la lingua malese di Manado o la lingua malese delle Molucche settentrionali.
Tuttavia, molti dialetti malesi non sono così mutuamente intelligibili: per esempio la pronuncia Kelantanese è difficile da capire perfino per alcuni malesi, mentre la lingua indonesiana tende ad avere molte parole uniche in essa che sarebbero poco familiari agli altri che parlano malese.
La lingua parlata dai Peranakan (cinese stretto, ibrido del cinese dei coloni della Dinastia Ming e il malese locale) è un patois di malese e dialetto cinese di Hokkien, il quale è soprattutto parlato nelle colonie di Penang e Malacca.

## Classificazione e lingue correlate
Il malese è membro della famiglia di lingue austronesiane che include lingue dal Sud-est asiatico e dall'Oceano Pacifico, con un piccolo numero in Asia. La lingua malgascia, un caso speciale parlato nell'isola del Madagascar nell'Oceano Indiano, è un membro di questa famiglia linguistica.
Il malese appartiene al ramo della famiglia linguistica Malayo-Polinesiano, che include le lingue filippine e quella malgascia, le quali si suddividono ulteriormente nelle lingue del Borneo e delle Filippine e i linguaggi dei nuclei Malayo-Polinesiani, uno dei quali è il malese. I parenti più stretti del malese includono pertanto il giavanese, l'ambonese, l'acehnese, il chamorro, la lingua gilbertese, il nauruano, l'hawaiiano, il māori, il samoano, il tahitiano, il tongano e il tuvaluano.
Anche se ogni lingua della famiglia non è mutuamente intelligibile, le loro similitudini sono impressionanti. Molte radici rimangono virtualmente identiche dal loro antenato austronesiano. Molti vocaboli affini sono termini di parentela, salute, parti del corpo e animali comuni. I numeri, specialmente, offrono molte similitudini.

## Sistema di scrittura
Il malese viene normalmente scritto usando un alfabeto latino chiamato rumi, anche se esiste una scrittura araba modificata denominata jawi, ufficiale in Brunei. Si stanno attualmente facendo molti sforzi per preservare la scrittura jawi e ripristinarne l'uso tra i malesi in Malesia, e gli studenti che fanno esami di lingua malese in Malesia hanno la possibilità di rispondere alle domande scrivendo in jawi. L'alfabeto latino, tuttavia, è ancora il tipo di scrittura più usato in Malesia, sia per scopi ufficiali che informali.
Storicamente, la lingua malese è stata scritta con diversi tipi di alfabeti. Prima dell'introduzione di quello arabo nella regione malese, il malese era scritto usando il pallava, il kawi e l'alfabeto rencong. Il malese antico veniva scritto con gli alfabeti pallava e kawi, come risulta evidente da diverse pietre incise trovate della regione malese. A cominciare dall'era del regno dei Pasai e attraverso l'età d'oro del Sultanato del Malacca, il jawi ha gradualmente rimpiazzato questi alfabeti diventando il più usato nella regione malese.
Durante il periodo della colonizzazione occidentale, i portoghesi, gli olandesi e i britannici introdussero l'alfabeto latino e il suo uso da allora si è espanso nella regione malese fino ad oggi.

## Diffusione
La diffusione con cui il malese viene usato in questi paesi varia dipendentemente da circostanze storiche e culturali. Il bahasa melayu è la lingua nazionale malese dall'articolo 152 della sua Costituzione, e divenne la sola lingua ufficiale nella Malesia Occidentale nel 1968 e nella Malesia Orientale gradualmente dal 1974. L'inglese continua, tuttavia, ad essere largamente usato in campi professionali e commerciali e nelle corti superiori. Altre minoranze linguistiche sono comunemente usate dalle tante minoranze etniche del paese. La situazione nel Brunei è simile a quella della Malesia.
A Singapore, il malese fu storicamente la lingua franca tra le persone di diverse etnie e nazionalità. Nonostante sia stato dato ampio spazio all'inglese, il malese ritiene ancora lo stato di lingua nazionale e il suo inno nazionale, Majulah Singapura, è interamente in malese.
La maggior parte dei residenti delle 5 province più a sud della Thailandia — una regione che, in gran parte, era inclusa nell'antico regno malese chiamato Pattani — parla un dialetto malese chiamato yawi (da non confondersi con lo jawi), il quale è simile al malese kelantanese, ma non ha alcun riconoscimento o stato ufficiale.
A causa dei recenti contatti con le Filippine, le parole malesi — come dalam hati (simpatia), luwalhati (gloria), tengah hari (mezzodì), sedap (delizioso) — si sono evolute e sono state integrate nel tagalog e in altre lingue filippine.
Per contrasto, l'indonesiano è divenuto la lingua franca per le sue isole disparate e i suoi gruppi etnici, in parte perché il linguaggio dei colonizzatori, l'olandese, non è più parlato comunemente. (A Timor Est, che è stata governata come provincia dell'Indonesia dal 1976 al 1999, l'indonesiano è largamente parlato e riconosciuto nella sua Costituzione come lingua di lavoro.)

## Fonologia
|               | Bilabiale | Bilabiale | Labio- Dentale | Labio- Dentale | Dentale | Dentale | Alveolare | Alveolare | Post- Alveolare | Post- Alveolare | Palatale | Palatale | Velare | Velare | Uvulare | Uvulare | Glottidale | Glottidale |
| ------------- | --------- | --------- | -------------- | -------------- | ------- | ------- | --------- | --------- | --------------- | --------------- | -------- | -------- | ------ | ------ | ------- | ------- | ---------- | ---------- |
| Occlusive     | p /p/     | b /b/     |                |                | t /t/   | d /d/   |           |           |                 |                 |          |          | k /k/  | g /ɡ/  | q /q/   | k /ʔ/   |            |            |
| Nasali        | m /m/     | m /m/     |                |                | n /n/   | n /n/   | n /n/     | n /n/     | n /n/           | n /n/           | ny /ɲ/   | ny /ɲ/   | ng /ŋ/ | ng /ŋ/ |         |         |            |            |
| Fricative     |           |           | f /f/          | v /v/, /ʋ/     | ts /θ/  | dz /ð/  | s /s/     | z /z/     | sy /ʃ/, /ʂ/, sj | sy /ʃ/, /ʂ/, sj |          |          | kh /x/ | kh /x/ |         |         | h /h/      | h /h/      |
| Affricate     |           |           |                |                |         |         |           |           | c /tʃ/          | j /dʒ/          |          |          |        |        |         |         |            |            |
| Approssimanti | w /w/     | w /w/     |                |                |         |         |           |           |                 |                 | y /j/    | y /j/    |        |        |         |         |            |            |
| Vibranti      |           |           |                |                | r /r/   | r /r/   | r /r/     | r /r/     | r /r/           | r /r/           |          |          |        |        |         |         |            |            |
| Retroflesse   |           |           |                |                | r /ɾ/   | r /ɾ/   | r /ɾ/     | r /ɾ/     | r /ɾ/           | r /ɾ/           |          |          |        |        |         |         |            |            |
| Laterali      |           |           |                |                | l /l/   | l /l/   | l /l/     | l /l/     | l /l/           | l /l/           |          |          |        |        |         |         |            |            |

Note Ortografiche:
- La k alla fine delle parole in malese nativo viene pronunciata come Occlusiva glottidale sorda.
- La combinazione /ŋɡ/ viene rappresentata con ngg.
- La lettera x ha varie pronunce, come /ks/, /s/ o /z/.

Ci sono due vocali rappresentate in scrittura dalla lettera "e", come /e/, /ɛ/ e /ə/. Coloro che stanno apprendendo il malese devono essere in grado di distinguere i due suoni mentre imparano ogni nuova parola, dato che parole con significati diversi potrebbero essere scritte allo stesso modo.
In qualche parte della Malesia peninsulare, specialmente nella regione centrale e meridionale, la maggior parte delle parole che terminano in scrittura con la lettera a tendono ad essere pronunciate col suono /ə/.

## Grammatica

### Formazione delle parole
Il malese è un linguaggio "agglutinante", le nuove parole si formano in tre maniere. Possono essere create attaccando affissi su una parola radice (affisso), formando una parola composta (composizione) o ripetendo parole o porzioni di esse riduplicazione.

#### Affissi
Le parole radice sono sia nomi che verbi, che possono essere affissati per derivare nuove parole, ad esempio masak (cucinare), diventa memasak (egli cucina, sta cucinando, ecc.), memasakkan (cucina per, sta cucinando per), dimasak (cucinato - passivo) come anche pemasak (cuoco), masakan (cucina, ricette). Molte consonanti iniziali mutano quando vengono aggiunti i prefissi: per esempio sapu (spazzare) diviene penyapu (scopa); panggil (chiamare) diventa memanggil (egli chiama, sta chiamando), tapis (setaccio) diventa menapis (egli setaccia, sta setacciando).
Altri esempi dell'uso degli affissi per cambiare il significato di una parola si possono vedere bene con la parola ajar (insegnare):
- ajar = insegnare
- ajaran  = insegnamenti
- belajar  = studia
- mengajar  = insegnare (verbo)
- diajar  = si sta insegnando (qualcosa)
- diajarkan  = si sta insegnando (qualcosa) a (qualcuno)
- mempelajari  = studiare (qualcosa)
- dipelajari  = si sta studiando
- pelajar  = studente
- pengajar  = insegnante
- pelajaran  = materia
- pengajaran  = lezione, morale della favola
- pembelajaran  = imparare
- terajar  = insegnato
- terpelajar  = ben educato
- berpelajaran  = è educato

Ci sono quattro tipi di affissi, prefissi espliciti (awalan), suffissi (akhiran), circonfissi (apitan) e infissi (sisipan). Questi affissi sono categorizzati come affissi di nomi, di verbi e di aggettivi.
Gli affissi dei nomi sono affissi che formano nomi tramite aggiunte alle parole radice. Qualche esempio:
| Tipi di affissi dei nomi | Affisso      | Esempio di parola radice         | Esempio di parola derivata      |
| ------------------------ | ------------ | -------------------------------- | ------------------------------- |
| Prefisso                 | pe(N)-       | duduk (stare seduto)             | penduduk (popolazione)          |
|                          | ke-          | hendak (volere)                  | kehendak (bramare)              |
|                          | juru-        | acara (evento)                   | juruacara (ospitare un evento)  |
| Infisso                  | -el-         | tunjuk (indicare)                | telunjuk (dito indice, comando) |
|                          | -em-         | kelut (spettinato, scompigliato) | kemelut (caos, crisi)           |
|                          | -er-         | gigi (denti)                     | gerigi (lama dentata)           |
| Suffisso                 | -an          | bangun (svegliarsi, sorgere)     | bangunan (costruzione, palazzo) |
| Circonfisso              | ke-...-an    | raja (Re)                        | kerajaan (governo, regno)       |
|                          | pe(N)-...-an | kerja (lavoro)                   | pekerjaan (occupazione)         |

(N) e (R) indicano che se una parola comincia con certe lettere (più spesso vocali o le consonanti k, p, s, t), verranno omesse oppure altre lettere le rimpiazzeranno, più comunemente con lettere tra parentesi o m, ng, ny, e l.
Similmente gli affissi dei verbi sono attaccati alle radici per formare i verbi. In malese ci sono:
| Tipi di affissi di verbi | Affisso          | Esempio di parola radice             | Esempio di parola derivata                  |
| ------------------------ | ---------------- | ------------------------------------ | ------------------------------------------- |
| Prefisso                 | be(R)-           | ajar (insegnare)                     | belajar (studiare) - Intransitivo           |
|                          | me(N)-           | tolong (aiuto)                       | menolong (aiutare) - Attivo transitivo      |
|                          | di-              | ambil (prendere)                     | diambil (essere preso) - Passivo transitivo |
|                          | mempe(R)-        | kemas (riordinare, ordinatamente)    | memperkemas (provvedere a)                  |
|                          | dipe(R)-         | dalam (profondo)                     | diperdalam (si sta approfondendo)           |
|                          | te(R)-           | makan (mangiare)                     | termakan (avere accidentalmente mangiato)   |
| Suffisso                 | -kan             | letak (mettere, tenere in posizione) | letakkan (tieni) - Imperativo transitivo    |
|                          | -i               | jauh (lontano)                       | jauhi (evitare) - Imperativo transitivo     |
| Circonfisso              | be(R)-...-an     | pasang (coppia)                      | berpasangan (essere accoppiato)             |
|                          | be(R)-...-kan    | tajuk (titolo)                       | bertajukkan (essere intitolato, intitolare) |
|                          | me(N)-...-kan    | pasti (certo)                        | memastikan (assicurare)                     |
|                          | me(N)-...-i      | teman (compagno)                     | menemani (accompagnare)                     |
|                          | mempe(R)-...-kan | guna (uso)                           | mempergunakan (abusare, utilizzare)         |
|                          | mempe(R)-...-i   | ajar (insegnare)                     | mempelajari (studiare)                      |
|                          | ke-...-an        | hilang (sparire)                     | kehilangan (perdere)                        |
|                          | di-...-i         | sakit (dolore)                       | disakiti (si sta ferendo)                   |
|                          | di-...-kan       | benar (giusto)                       | dibenarkan (gli è concesso)                 |
|                          | dipe(R)-...-kan  | kenal (sapere, riconoscere)          | diperkenalkan (sta per essere presentato)   |

Gli affissi degli aggettivi vengono attaccati alle radici per formare gli aggettivi:
| Tipo di affisso degli aggettivi | Affisso   | Esempio di parola radice      | Esempio di parola derivata         |
| ------------------------------- | --------- | ----------------------------- | ---------------------------------- |
| Prefisso                        | te(R)-    | kenal (conoscere)             | terkenal (famoso)                  |
|                                 | se-       | bijak (astuto)                | sebijak (astuto come)              |
| Infisso                         | -el-      | serak (disperso)              | selerak (disordinato)              |
|                                 | -em-      | cerlang (luminoso, brillante) | cemerlang (illuminato, eccellente) |
|                                 | -er-      | sabut (buccia)                | serabut (scompigliato)             |
| Circonfisso                     | ke-...-an | barat (ovest)                 | kebaratan (occidentalizzato)       |

Oltre a questi affissi, il malese ha anche molti affissi presi in prestito da altre lingue, come il sanscrito, l'arabo e l'inglese. Per esempio: maha-, pasca-, eka-, bi-, anti-, pro- ecc.

#### Parole composte
In malese le nuove parole possono essere formate unendo due o più radici. Le parole composte, quando esistono liberamente in una frase, sono spesso scritte separate. Tali parole vengono collegate assieme quando sono legate da circonfisso o quando sono già considerate parole stabili.
Per esempio, la parola kereta che significa carro e api che significa fuoco, sono composte per formare una nuova parola kereta api (treno). Similmente, ambil alih (assumere il controllo) è formato usando le radici ambil (prendere) e alih (muovere), ma si collegano assieme quando un circonfisso vi viene attaccato, come pengambilalihan (subentrare). Certe parole stabili come kakitangan (personale), e kerjasama (corporazione), vengono considerate parole singole anche se esistono liberamente scomposte nelle frasi.

#### Riduplicazione
Ci sono quattro tipi di riduplicazione delle parole in Malese, chiamate
- Riduplicazione intera
- Riduplicazione parziale
- Riduplicazione ritmica
- Riduplicazione del significato

#### Parole di misura
Un'altra caratteristica che distingue il malese è il suo uso delle parole di misura (penjodoh bilangan), una sorta di numerale. In tale uso è simile a molti altri linguaggi asiatici, incluso il cinese, il vietnamita, il birmano e il bengalese.

### Parti del discorso
In malese ci sono 4 parti del discorso:
- nomi
- verbi
- aggettivi
- parole funzionali

#### Parole funzionali
Ci sono sedici tipi di parole funzionali in malese che effettuano le funzioni grammaticali in una frase.. Tra di esse ci sono le congiunzioni, le interiezioni, le preposizioni, le negazioni e i determinativi.

##### Negazioni
Ci sono due parole di negazione in malese, che sono bukan e tidak. Bukan viene usata per negare nomi e preposizioni in un predicato, mentre tidak viene usato per negare verbi e aggettivi in un predicato.
| Soggetto                                                                           | Negazione     | Predicato                                                              |
| ---------------------------------------------------------------------------------- | ------------- | ---------------------------------------------------------------------- |
| Lelaki yang berjalan dengan Fazila itu (Quel ragazzo che cammina assieme a Fazila) | bukan (non è) | teman lelakinya (il suo ragazzo)                                       |
| Surat itu (La lettera)                                                             | bukan (non è) | daripada teman penanya di Perancis (dal suo amico di penna in Francia) |
| Pelajar-pelajar itu (Quegli studenti)                                              | tidak (non)   | mengikuti peraturan sekolah (obbediscono alle regole scolastiche)      |
| Penguasaan Bahasa Melayunya (La sua padronanza del Malese)                         | tidak (non è) | sempurna (perfetta)                                                    |

La negazione bukan, tuttavia, si può usare prima di verbi o aggettivi se la frase mostra contraddizioni.
| Soggetto                     | Negazione     | Predicato                                               | Contraddizione                                                        |
| ---------------------------- | ------------- | ------------------------------------------------------- | --------------------------------------------------------------------- |
| Karangannya (Il suo compito) | bukan (non è) | baik sangat, (molto buono,)                             | tetapi dia mendapat markah yang baik (ma egli ha ricevuto buoni voti) |
| Kilang itu (La fabbrica)     | bukan (non)   | menghasilkan kereta Kancil, (produce automobili Kancil) | sebaliknya menghasilkan Proton Wira (produce invece la Proton Wira)   |

### Genere grammaticale
Il malese non fa uso del genere grammaticale, e ci sono solo poche parole che usano il genere naturale; la stessa parola viene usata per lui e lei o per suo o sua. La maggior parte delle parole che si riferiscono alle persone (termini familiari, professioni, ecc.) hanno una forma che non distingue tra i sessi. Per esempio adik può riferirsi sia a un fratello che a una sorella. Per specificare il genere naturale di un nome, viene aggiunto un aggettivo: adik laki-laki corrisponde a "fratello" ma in realtà significa "fratello maschio più giovane". Ci sono alcune parole che invece hanno il genere, come puteri che significa "principessa" e putera che significa "principe"; parole come queste sono di solito state assorbite da altre lingue (in questo caso il sanscrito).

### Pluralizzazione
I plurali sono spesso espressi tramite la riduplicazione, ma solo quando il plurale non è implicito nel contesto. Per esempio, "tazza", che è 'cawan', sarebbe 'cawan-cawan'. Questa si può abbreviare in 'cecawan', ma un metodo simile si applica solo a una lista di parole.
Ci sono alcune eccezioni a questa regola. Anche se "persona" è orang, "persone" non diventa orang-orang, ma normalmente 'banyak orang' (tradotto letteralmente: molte persone). "Mille persone" si dice seribu orang, poiché il numerale rende non più necessaria la forma plurale. Oltre a esprimere i plurali, la riduplicazione si può anche usare per creare nuove parole che differiscono nel significato prima che avvenga la riduplicazione, per esempio hati che significa "cuore" o "fegato" (in base al contesto) mentre hati-hati significa "essere prudente" e viene spesso usato come verbo. Per gli stranieri che imparano il malese, la riduplicazione non è così semplice come sembra, poiché qualcuno potrebbe dire orang ("persona") o orang-orang ("spaventapasseri"). Alcuni scrivono i duplicati con un "2", per esempio orang2 per orang-orang.

### Verbi
I verbi non sono declinati per persone o numeri, e non sono caratterizzati dai tempi; i tempi sono invece denotati da avverbi temporali (come "ieri") o da altri indicatori temporali, come sudah, "già". D'altra parte, c'è un sistema complesso di affissi verbali per rendere le sfumature di significato e denotare le voci attive e passive. Alcuni di questi affissi vengono ignorati nelle conversazioni comuni.

### Ordine delle parole
L'ordine di base delle parole è Soggetto Verbo Oggetto. Gli aggettivi, dimostrativi e possessivi, seguono il nome che descrivono.

## Parole in prestito
Il malese ha molte parole prese in prestito dall'arabo (soprattutto termini religiosi), dall'hindustani, dal sanscrito, dal tamil, dal persiano, dal portoghese, dall'olandese, certi dialetti cinesi e, più di recente, dall'inglese (in particolare molti termini scientifici e tecnologici). Alcuni esempi:
- aksi - azione (dall'olandese actie)
- almari - credenza (dal Portoghese armário)
- anggur - agrume (dal Persiano انگور/angur)
- bahasa - lingua (dal Sanscrito bhāshā)
- bandar - città (dal Persiano بندر/bandr)
- bangku - sgabello (dal portoghese banco)
- bendera - bandiera (dal portoghese bandeira)
- bihun - spaghetti di riso (dal dialetto Hokkien bi-hun)
- biola - violino (dal portoghese viola)
- biskut - biscotto (dall'inglese)
- bomba - pompieri (dal portoghese bomba, "pompa", o bombeiro, "pompiere")
- boneka - bambola (dal portoghese boneca)
- buat - fare (dal Sanscrito wuat)
- buku - libro (dall'olandese boek)
- bumi - terra (dal Sanscrito bhumi)
- cawan - tazza (dal cinese cháwǎn)
- dakwah - sermone (dall'arabo daʿwah)
- dewan - sala (dal Persiano دیوان/diwan)
- duka - tristezza (dal Sanscrito duhkha)
- dunia - mondo (dall'arabo dunyā)
- falsafah - filosofia (dall'arabo falsafah)
- gandum - grano (dal Persiano گندم Gandm)
- garfu - forcella (dal portoghese garfo)
- gereja - chiesa (dal portoghese igreja)
- gratis - gratuito (dal portoghese e, indirettamente, dal latino gratiis , abl. pl. di gratia «grazia»)
- guru - insegnante (dal Sanscrito)
- had - limite (dall'arabo hadd)
- huruf - carattere di parola/lettera (dall'arabo ḥurūf)
- ini - questo (dal Persiano این)
- jawab - rispondere (dall'arabo jawāb)
- jendela - finestra (dal portoghese janela)
- Khamis - giovedì (dall'arabo al-khamis)
- kamus - dizionario (dall'arabo qāmūs)
- kapal - nave (dalla tamil kappal)
- katil - letto (dalla tamil kattil)
- kaunter - banco o scrivania (dall'inglese)
- keju - formaggio (dal portoghese queijo)
- kemeja - camicia (dal portoghese camisa)
- kepala - testa (dal Sanscrito kapala "skull")
- kereta - carrello, automobile (dal portoghese carreta)
- komputer - computer (dall'inglese)
- kongsi - condividere (dal dialetto Hokkien kong-si 公司)
- kuda - cavallo (dall'Hindustani kudh)
- kurma - appuntamento (dal Persiano خرما/Khurma)
- limau - limone/arancia (dal portoghese limão "lemon")
- maaf - mi dispiace (dall'Hindustani māf "forgiveness")/(dall'arabo Maʿfu)
- maha - grande (dal Sanscrito)
- makmal - laboratorio (dall'arabo)
- mangga - mango (dal portoghese manga)
- manusia - essere umano (dal Sanscrito manuṣya)
- mentega - burro (dal portoghese manteiga)
- mee/mi - spaghetti (dal dialetto Hokkien miᴺ)
- meja - tavola (dal portoghese mesa)
- misai - baffi (dalla tamil meesai)
- miskin - povero (dall'arabo miskiin)
- muflis - bancarotta (dall'arabo muflis)
- nujum - astrologo (dall'arabo al-nujum)
- nanas/nenas - ananas (dal portoghese o arabo ananás)
- paderi - prete (Cristiano) (dal portoghese padre)
- pau - focaccina (dal dialetto Hokkien pau 包)
- pesta - festa (dal portoghese festa)
- pita - nastro (dal portoghese fita)
- putera - principe (dal Sanscrito putra "son")
- raja - re (dal Sanscrito rāja)
- roda - ruota (dal portoghese roda)
- roti - pane (dal Sanscrito roṭi)
- sabun - sapone (dall'arabo) ṣābūn
- sains - scienza (dall'inglese)
- sama - stesso (dal Sanscrito)
  - sama-sama - assieme (derivato dalla radice sama tramite riduplicazione)
- sekolah - scuola (dal portoghese escola)
- sengsara - sofferenza (dal Sanscrito saṃsara)
- sepatu - scarpa (dal portoghese sapato)
- soldadu - soldato (dal portoghese soldado)
- syariah - legge Islamica (dall'arabo shāri`ah)
- syiling - moneta (dall'inglese shilling)
- syukur - grato (dall'arabo shukr)
- sistem - sistema (dall'inglese system)
- suka - felicità (dal Sanscrito sukha)
- tangki - tanica (dal portoghese tanque)
- tauhu - tofu (dal dialetto Hokkien tao-hu)
- tarikh - data (dall'arabo tārīkh)
- teh - tè (dal dialetto Hokkien tao-hu tɛ)
- teko - teiera (dal dialetto Hokkien tao-hu tɛ-ko)
- televisyen - televisione (dall'inglese television)
- tuala - asciugamano (dal portoghese toalha)
- tukar - scambiare (dal portoghese trocar)
- unta - cammello (dall'Hindustani ūnṭ)
- utara - nord (dal Sanscrito uttara)
- waktu - tempo (dall'arabo waqt)
- zirafah - giraffa (dall'arabo zirāfah)

La lingua malese ha anche pesantemente influenzato le forme di inglese colloquiale parlate in Malesia (Manglish).

## Alcune semplici frasi in malese
In Malaysia, salutare qualcuno con "Selamat pagi" o con "Selamat sejahtera" è considerato molto formale, e la parola in prestito "Hi" (ciao) è molto più usuale tra amici; similmente viene spesso usato "Bye-Bye" quando qualcuno se ne va.
| Frase in Malese                                                        | IPA                  | Traduzione in Italiano |
| Selamat datang                                                         | /səlamat dataŋ/      | Benvenuto |
| Selamat jalan                                                          | /səlamat dʒalan/     | Che il tuo viaggio sia sicuro (equivalente a "arrivederci", usato da chi rimane) |
| Selamat tinggal                                                        | /səlamat tiŋgal/     | Goodbye (in qualche modo equivale a "stai sicuro", usato da chi se ne va) |
| Terima kasih                                                           | /tərima kaseh/       | Grazie |
| Sama-sama                                                              | /sama sama/          | Prego (in risposta a Grazie) |
| Selamat pagi                                                           | /səlamat pagi/       | Buon Giorno |
| Selamat petang                                                         | /səlamat pətaŋ/      | Buon Pomeriggio/Sera (da notare che 'Selamat petang' non va usato di notte come in inglese. Per un saluto generale usare 'Selamat sejahtera')                                                      |
| Selamat sejahtera                                                      | /səlamat sədʒahtəra/ | Saluti (formale) |
| Selamat malam                                                          | /səlamat malam/      | Buona Notte (Da usare quando termina un incontro di notte. Per salutare qualcuno di notte usare 'Selamat Sejahtera')                                                                               |
| Jumpa lagi                                                             |                      | Ci vediamo |
| Apakah nama anda?/Nama awak apa?                                       |                      | Come ti chiami? |
| Nama saya...                                                           |                      | Il mio nome è ... (Il nome rilevante viene messo davanti. Per esempio se il tuo nome fosse Jessha, allora ti presenteresti dicendo "Nama saya Jessha", che si traduce come "Il mio nome è Jessha") |
| Apa khabar?                                                            |                      | Come stai? / Che succede? (letteralmente, "Che notizie?") |
| Khabar baik                                                            |                      | Bene, buono |
| Saya sakit                                                             |                      | Sono malato |
| Ya                                                                     | /ja/                 | Si |
| Tidak ("tak" colloquialmente)                                          |                      | No |
| Saya sayang padamu                                                     |                      | Ti amo (In un tipo di amore più familiare o affettivo, per esempio una madre a una figlia) |
| Saya cinta awak (/padamu)                                              |                      | Ti amo (amore romantico) |
| Saya tidak faham (o semplicemente "tak faham" in modo colloquiale)     |                      | Non capisco |
| Saya tidak tahu (o "tak tau" colloquialmente. Alcuni dicono "sik tau") |                      | Non lo so |
| (Minta) maaf                                                           |                      | Mi dispiace o Scusa ('minta' è per le richieste. Cominciare con 'Minta Maaf' quando si tenta di parlare a sconosciuti)                                                                             |
| Tumpang tanya                                                          |                      | "Posso chiedere...?" (quando si cerca di chiedere qualcosa) |
| (Minta) tolong                                                         |                      | Per favore aiutate (me) ('Tolong!' da solo significa "aiuto!") |
| Apa                                                                    |                      | "Cosa?" |
| Tiada                                                                  |                      | "Niente" |

### Usi delle nuove generazioni
Quando mandano messaggi SMS dai loro cellulari, o sono loggati nelle chat di Internet, i giovani che parlano Malese tendono ad abbreviare le loro parole per risparmiare spazio nei messaggi o semplicemente essere veloci nel mandarli, per esempio x - tak, tidak (no, non); bkn - bukan (non); bleh - boleh (potere, in grado di). I ragazzi alterano perfino la scrittura di certe parole intere, per esempio ko - (eng)kau (tu); ye - ya (si). A volte uniscono due parole in una nuova al posto di una parola dello stesso significato in Malese formale, per esempio diorang (dia e orang).
C'è un nuovo slang parlato dai giovani delle aree urbane, che potrebbe non essere familiare alle vecchie generazioni, per esempio awek (ragazza); balak (ragazzo); usha (esame); skodeng (sbirciare); cun (carino/a); poyo/slenge (orribile, di bassa qualità) ecc. I giovani tendono anche a mescolare il Malese con parole in inglese, formando il Bahasa Rojak. Esempio di questo linguaggio è: Bestlah tempat ni (questo luogo è favoloso); kau ni terror lah (come sei audace; sei favoloso/a).
Questa conclusione ha sollevato il dispiacere dei puristi della lingua in Malesia, nel loro sforzo di mantenere l'uso corretto della loro lingua nazionale.

## Dizionario
Ci sono molti, diversi dizionari di Malese. In Malesia, il dizionario Dewan Bahasa dan Pustaka (DBP) è il principale arbitro del linguaggio ed è considerato l'autorità che ne definisce l'uso. Altri dizionari sono:
- Kamus Dewan
- Kamus Pelajar
- Kamus Oxford
- Kamus Besar